# Бастард (повесть)
«Баста́рд» — повесть в стиле фэнтези Марины и Сергея Дяченко. Романтико-героическая история о юноше Станко, поклявшемся убить своего отца-князя. Как и во многих других книгах супружеского дуэта, основное внимание уделено психологическим портретам героев.
Действие повести происходит в мире, обычном для многих произведений Дяченко, — некоем фэнтезийном аналоге восточнославянских земель. Время — стандартное для фэнтези «просвещённое средневековье».
В мифопространстве повести существуют и вполне привычны магия и пророчества. Упоминаний о религии почти нет, многократно упоминаются «добрые духи», но скорее как привычное выражение, вроде «чёрт побери».

## Сюжет
Юношу Станко обижали с детства как «безотцовщину», но он вырос сильным, неутомимым воином, пойдя в обучение к старому солдату Чабе. Опыта ему не хватает, однако смелости полным-полно. Мать рассказала Станко, что его настоящий отец — князь Лиго, надругавшийся над ней в юности. Станко поклялся умирающей матери убить своего отца, князя, но для того, чтобы пробраться в его замок, нужно преодолеть множество препятствий, да и замок охраняется исключительно хорошо.
Станко встречает проводника по имени Илияш, который за очень крупную сумму — двадцать золотых — соглашается провести бастарда к замку. Преодолев большое количество смертельных ловушек, попутчики не раз спасают друг другу жизнь, но, когда они добираются до цели, Илияш отказывается идти в замок и уходит своей дорогой.
В замке Станко хватают и отводят к князю. После этого оказывается, что князь — и есть Илияш, но его отцовство оказывается сомнительным: по его словам, он никогда никого не брал силой, не помнит матери Станко, а кроме того, считает, что бездетен.
Станко и князю Лиго предстоит схватка насмерть, за про́клятый древним магом княжеский венец (лишь человек княжеской крови может коснуться этого венца, для любого другого прикосновение будет смертельным). Но Станко прерывает поединок с тем, к кому так привязался за время их похода, а Лиго не позволяет коснуться венца тому, кого успел полюбить как сына:
— ЭТО мне не важно, — негромко сказал князь Лиго. — Не стоит и проверять.

## Персонажи

### Главные герои
- Станко — главный герой, юноша шестнадцати лет, бастард, решивший убить своего отца.
- Илияш, он же князь Лиго, — князь местных земель, человек немного старше 40 лет, прекрасно владеющий мечом и кинжалом. Станко считает его браконьером Илияшем, шутником и балагуром, но верным спутником.

### Второстепенные персонажи
- Вила — подавальщица в корчме, первая любовница Станко.
- Капитан стражи князя.

## Критика
Литературовед и критик Михаил Назаренко отмечает, что «Бастард» — один из лучших текстов сборника Дяченко «Корни Камня». Несмотря на предсказуемость текста (легко догадаться, что Станко доберется до места назначения, и нетрудно угадать, что Илияш — и есть князь Лиго), сильная сторона повести — безукоризненно выстроенные эпизоды. Дяченко отлично умеют держать ритм эпизода. Порядок слов, разбивка на абзацы, точные эпитеты создают впечатление достоверности происходящего. Несмотря на то, что ловушки на пути представляют собой заведомо «ненастоящие», сказочные опасности, в них верится, потому что страх Станко перед этими опасностями — настоящий. Уже здесь, в «Бастарде», намечаются подступы к плотному, максимально достоверному изображению невозможного и необычайного — в таких романах Дяченко, как «Ведьмин век», «Пещера», «Варан». Важно не то, погибнет ли Станко и убьёт ли он князя Лиго (читателю заранее очевидно, что не убьёт и не погибнет), важно, как он придёт к этому.
Авторы также проявляют писательское мастерство, когда заставляют читателя усомниться в том, в самом ли деле князь взял мать Станко силой, и в том, был ли он его отцом. Видя эту женщину лишь в воспоминаниях беззаветно преданного ей сына, читатель тем не менее догадывается, что гордость и озлобленность в её жизни были важнее пережитого страдания и что она, умирая, осознанно отправила сына на верную смерть, чтобы отомстить за то ли реальную, то ли мнимую обиду.

## Публикации повести
- В авторском сборнике «Ритуал» (Киев: КРАНГ, 1996).
- В авторском сборнике «Корни Камня» (М.: АСТ, СПб.: Terra Fantastica, 1999).
- В авторском сборнике «Последний Дон-Кихот» (М.: Олма-пресс, 2001), с изменениями.
- В авторском сборнике «Ритуал» (М.: Эксмо, 2004).
- В авторском сборнике «Петля дорог» (М: Эксмо, 2006).
- В авторском сборнике «Ритуал» (М: Эксмо, 2006).
- В межавторском сборнике «Украинская фэнтези — 2008» (Харьков: Фолио, 2007).
- В авторском сборнике «Бастард» (М: Эксмо, 2008).
- В авторском сборнике «Хозяин колодцев» (Харьков: Книжный клуб «Клуб семейного досуга», 2008).
- В авторском сборнике «Хозяин колодцев» (М.: Эксмо, 2010).
- В авторском сборнике «Уехал славный рыцарь мой» (М.: Эксмо, 2012).